# Parapercis rufa
Parapercis rufa är en fiskart som beskrevs av Randall 2001. Parapercis rufa ingår i släktet Parapercis och familjen Pinguipedidae. Inga underarter finns listade i Catalogue of Life.